# Paralelismo

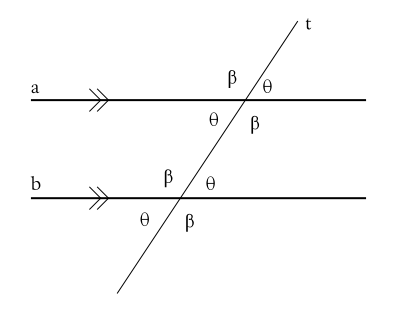
As retas a e b são paralelas.

Em geometria, paralelismo é uma noção que indica se dois objetos (retas ou planos) estão na mesma direção.

## Paralelismo de duas retas no plano euclidiano
Sejam duas retas {\displaystyle r} e {\displaystyle s} pertencentes a um plano {\displaystyle A}. Diz-se que {\displaystyle r} é paralela a {\displaystyle s} ({\displaystyle r}//{\displaystyle s}) se, e somente se, {\displaystyle r} e {\displaystyle s} são coincidentes ({\displaystyle r} = {\displaystyle s}) ou se a intersecção de {\displaystyle r} e {\displaystyle s} é um conjunto vazio, ou seja, se elas não possuem pontos comuns.

### Teorema das retas paralelas
" Se duas retas coplanares e distintas {\displaystyle r} e {\displaystyle s}, e uma transversal {\displaystyle t}, determinam um par de ângulos alternos (ou ângulos correspondentes) congruentes, então {\displaystyle r} é paralela a {\displaystyle s}."  
O recíproco do teorema das retas paralelas, pode ser enunciado como segue:
Sejam {\displaystyle r} e {\displaystyle s} retas paralelas e distintas. Se {\displaystyle t} intercepta ambas, então vale que os ângulos alternos (ou correspondentes) formados pela intercecção são congruentes.
Caso as retas estejam no espaço, então para que sejam paralelas, elas devem determinar um único plano e não possuírem ponto comum. Assim, duas retas serão paralelas se elas possuírem mesma direção.

## Unicidade e transitividade do paralelismo de retas
Também conhecido como postulado de Euclides ou postulado das paralelas define que:
"Por um ponto passa uma única reta paralela a uma outra reta dada." 
Agora, caso {\displaystyle r} e {\displaystyle s} forem retas paralelas, bem como as retas {\displaystyle s} e {\displaystyle t} forem paralelas, vale que {\displaystyle r} e {\displaystyle t} serão paralelas. 

## Paralelismo de uma reta e de um plano no espaço euclidiano
No espaço, uma reta e um plano são paralelos se não se intersectam, ou seja, se não possuem pontos em comum.
Uma condição suficiente para a existência de retas e planos paralelos é a de que, definidos uma reta {\displaystyle r} e um plano {\displaystyle \pi }, com {\displaystyle r} não contida em {\displaystyle \pi }, se existir uma outra reta {\displaystyle s} contida no plano {\displaystyle \pi }, de modo que {\displaystyle r} e {\displaystyle s} sejam paralelas, então a reta {\displaystyle r} será paralela ao plano {\displaystyle \pi }.  
Porém, caso a reta {\displaystyle r} e o plano {\displaystyle \pi } forem paralelos, então necessariamente a reta {\displaystyle r} será paralela a uma reta do plano {\displaystyle \pi .}  

## Paralelismo de planos no espaço euclidiano
No espaço, há duas possibilidades para que dois planos sejam paralelos:
1. se eles não se intersectam, ou seja, não possuem nenhum ponto em comum;
2. se são coincidentes (iguais). [4]

Desse modo, para determinar dois planos distintos e paralelos, é suficiente que a partir de duas retas concorrentes de um dos planos, definamos o outro plano, paralelo à ambas as retas concorrentes do plano inicial, ou seja, para que dois planos distintos {\displaystyle \alpha } e {\displaystyle \pi } sejam paralelos, deve-se ter ou {\displaystyle \alpha } ou {\displaystyle \pi } com duas retas concorrentes que sejam paralelas ao outro plano.
Sendo assim, se dois planos {\displaystyle \alpha } e {\displaystyle \pi } são paralelos e distintos, todas as retas do plano {\displaystyle \alpha } são paralelas ao plano {\displaystyle \pi }, assim como todas as retas do plano {\displaystyle \pi } são paralelas ao plano {\displaystyle \alpha }. Ainda, cada uma das retas de {\displaystyle \pi } é paralela a pelo menos uma reta de {\displaystyle \alpha } e vice-versa.

## Paralelismo de retas no plano de acordo com a geometria analítica
Representa-se uma reta na geometria analítica por meio de uma equação de 1º grau que possui duas incógnitas. Para determiná-la são necessários:
- 2 pontos distintos pertencentes à reta;

ou
- 1 ponto da reta e o valor do ângulo de inclinação da reta.[7]

Para que três pontos {\displaystyle (x_{1},y_{1}),(x_{2},y_{2})} e {\displaystyle (x_{3},y_{3})}estejam alinhados (e portanto, pertençam à mesma reta) é necessário que o determinante
{\displaystyle {\begin{vmatrix}x_{1}&y_{1}&1\\x_{2}&y_{2}&1\\x_{3}&y_{3}&1\end{vmatrix}}}
seja igual a zero. Logo, supondo que {\displaystyle A(x_{1},y_{1})} e {\displaystyle B(x_{2},y_{2})} sejam pontos distintos pertencentes à uma reta {\displaystyle t}, para determinar sua equação, basta resolver tal determinante com os pontos {\displaystyle A}, {\displaystyle B} e um ponto genérico {\displaystyle P(x,y)} pertencente à {\displaystyle t}. Os valores para {\displaystyle P} são fixados apenas para verificar se o ponto está alinhado aos outros dois, ou seja, para concluir se o ponto pertence à reta determinada pelos outros dois pontos.
Como o resultado do determinante deve ser igual a 0, então:
{\displaystyle {\begin{vmatrix}x_{1}&y_{1}&1\\x_{2}&y_{2}&1\\x&y&1\end{vmatrix}}=0}
{\displaystyle \Rightarrow x_{1}y_{2}+xy_{1}+x_{2}y-(xy_{2}+x_{1}y+x_{2}y_{1})=0}
{\displaystyle \Rightarrow xy_{1}-xy_{2}+x_{2}y-x_{1}y+x_{1}y_{2}-x_{2}y_{1}=0}
{\displaystyle \Rightarrow x(y_{1}-y_{2})+y(x_{2}-x_{1})+x_{1}y_{2}-x_{2}y_{1}=0}
Como a equação da reta é da forma {\displaystyle ax+by+c=0}, sendo {\displaystyle a\neq 0}e {\displaystyle b\neq 0}, neste caso {\displaystyle a=y_{1}-y_{2}}, {\displaystyle b=x_{2}-x_{1}} e {\displaystyle c=x_{1}y_{2}-x_{2}y_{1}}.
Partindo da equação geral da reta, é possível descobrir o valor do ângulo de inclinação da reta, de modo a verificar outras retas com mesmo ângulo de inclinação e portanto, paralelas.
Denotaremos por {\displaystyle \beta } o ângulo de inclinação da reta {\displaystyle t}. Este ângulo deve partir do eixo {\displaystyle x} no sentido anti-horário. A tangente do ângulo {\displaystyle \beta } é denominada coeficiente angular ou declividade da reta. É comum indicar o coeficiente angular por {\displaystyle m:}
{\displaystyle tg\beta =m.}
Há quatro possibilidades para {\displaystyle m}, as quais possuem algumas peculiaridades:
- {\displaystyle \beta =0\,^{\circ };}
- {\displaystyle 0\,^{\circ }<\beta <90\,^{\circ };}
- {\displaystyle \beta =90\,^{\circ };}
- {\displaystyle 90\,^{\circ }<\beta <180\,^{\circ }.}

Caso {\displaystyle \beta =90\,^{\circ }}, segue que a reta é paralela ao eixo y (mas o valor da tangente de 90° não está definido). Porém, se {\displaystyle \beta =0\,^{\circ }}, observa-se que sua declividade é nula e assim, a reta é paralela ao eixo x.
Para os dois outros casos, pode-se calcular {\displaystyle m}partindo dos valores das coordenadas dos pontos {\displaystyle A}e {\displaystyle B}, bastando definir um ponto {\displaystyle C}, tal que ABC seja um triângulo retângulo em {\displaystyle C}. Sem perda de generalidade, supomos {\displaystyle y_{2}>y_{1}}, {\displaystyle x_{2}\neq x_{1}} e fixemos {\displaystyle C(x_{2},y_{1})}. O cateto oposto do triângulo retângulo irá medir {\displaystyle |y_{2}-y_{1}|}e o cateto adjacente {\displaystyle |x_{2}-x_{1}|}(o valor está em módulo pois indica uma medida. No cálculo da tangente ele não será utilizado). Logo, sabendo que a tangente de um ângulo é dada pela razão entre o cateto oposto e a hipotenusa:
{\displaystyle m={\frac {y_{2}-y_{1}}{x_{2}-x_{1}}}.}
Se {\displaystyle m>0}, então a declividade será positiva. Já se {\displaystyle m<0}, então a declividade será negativa.
Porém, caso a equação da reta esteja expressa na forma reduzida, reconhecer retas paralelas a ela será mais simples, bastando observar o valor do coeficiente que acompanha a incógnita da abscissa.
Para isso, considere uma reta {\displaystyle p}em que se conheça o valor do coeficiente angular, supomos {\displaystyle m}, além de um ponto {\displaystyle D(x_{0},y_{0})} que pertença à {\displaystyle p}. Considere também um ponto genérico {\displaystyle P(x,y)}, tal que {\displaystyle P\neq D}.
Sabemos que: 
{\displaystyle m={\frac {y-y_{0}}{x-x_{0}}}}
{\displaystyle \Rightarrow y-y_{0}=m(x-x_{0}).}
Se escolhermos {\displaystyle D} de modo que ele seja o ponto em que a reta {\displaystyle p} intercepta o eixo y, então o valor da sua abscissa será 0, e portanto, {\displaystyle D(0,y_{0})}, ou seja:
{\displaystyle y-y_{0}=m(x-0)}
{\displaystyle \Rightarrow y-y_{0}=mx}
{\displaystyle \Rightarrow y=mx+y_{0}.}
Qualquer outra reta com um mesmo coeficiente angular {\displaystyle m} será paralela a {\displaystyle p}.

## Paralelismo no espaço euclidiano tridimensional de acordo com a geometria analítica

### Retas paralelas
Seja {\displaystyle {\vec {v}}} um vetor que passa pela origem {\displaystyle O(0,0,0)} com extremidade em {\displaystyle F(a,b,c)}. Então {\displaystyle {\vec {v}}={\vec {OF}}}, ou seja, {\displaystyle {\vec {v}}=(a,b,c)}. A equação da reta com mesma direção de {\displaystyle {\vec {v}}}, que passa pelo ponto {\displaystyle F(a,b,c)} e pela origem pode ser representada por:
{\displaystyle Q=t{\vec {v}}}
{\displaystyle \Rightarrow (x,y,z)=t(a,b,c)}
em que {\displaystyle t} é um valor real, variando de {\displaystyle -\infty } a {\displaystyle +\infty } e {\displaystyle Q=(x,y,x)}.
Caso o objetivo for determinar uma reta {\displaystyle p} paralela à {\displaystyle r}, com {\displaystyle p} passando por um ponto {\displaystyle P(x_{0},y_{0},z_{0})}, basta fazer:
{\displaystyle (x,y,z)=t(a,b,c)+(x_{0},y_{0},z_{0})}
{\displaystyle \Rightarrow (x,y,z)=(ta+x_{0},tb+y_{0},tc+z_{0}).}
O vetor {\displaystyle {\vec {v}}} é chamado de vetor diretor da reta. Logo, qualquer reta com mesma direção de {\displaystyle {\vec {v}}} será paralela à reta {\displaystyle r}. Desse modo, as retas:
{\displaystyle r:P=A+{\vec {v}}t}
{\displaystyle s:P'=B+{\vec {u}}t}
são paralelas se {\displaystyle {\vec {v}}=k{\vec {u}}}, sendo {\displaystyle k} um número real.

### Planos paralelos
A equação de um plano {\displaystyle \pi } pode ser obtida a partir de uma reta que seja ortogonal a todos os vetores do plano e de um ponto {\displaystyle P} pertencente ao plano.
Seja {\displaystyle {\vec {u}}=(a,b,c)} um vetor não nulo, ortogonal a todos os vetores de {\displaystyle \pi } e sejam {\displaystyle P(x,y,z)} e {\displaystyle P_{1}(x_{1},y_{1},z_{1})} pontos pertencentes a {\displaystyle \pi }. O vetor {\displaystyle {\vec {u}}} é chamado de vetor normal ao plano {\displaystyle \pi }. Os vetores de {\displaystyle {\vec {P_{1}P}}} e {\displaystyle {\vec {u}}} são ortogonais, ou seja, o resultado de seu produto escalar é 0 (por isso o vetor {\displaystyle {\vec {u}}} não deve ser o vetor nulo, já que o vetor nulo é ortogonal a qualquer vetor):
{\displaystyle {\vec {P_{1}P}}.{\vec {u}}=0}
{\displaystyle \Rightarrow (x-x_{1},y-y_{1},z-z_{1}).(a,b,c)=0}
{\displaystyle \Rightarrow a(x-x_{1})+b(y-y_{1})+c(z-z_{1})=0}
{\displaystyle \Rightarrow ax-ax_{1}+by-by_{1}+cz-cz_{1}=0}
{\displaystyle \Rightarrow ax+by+cz=ax_{1}+by_{1}+cz_{1}.}
{\displaystyle ax_{1}+by_{1}+cz_{1}} é comumente denotado por {\displaystyle d} e assim:
{\displaystyle ax_{1}+by_{1}+cz_{1}=d.}
Qualquer ponto que satisfaça a equação anterior pertence ao plano {\displaystyle \pi }.
Sendo assim, dois planos serão paralelos se os seus vetores normais forem paralelos, ou seja, para
{\displaystyle \alpha :a_{1}x+b_{1}y+c_{1}z+d_{1}=0}
e
{\displaystyle \beta :a_{2}x+b_{2}y+c_{2}z+d_{2}=0}
vale que {\displaystyle \alpha } e {\displaystyle \beta } serão paralelos se 
{\displaystyle {\frac {a_{1}}{a_{2}}}={\frac {b_{1}}{b_{2}}}={\frac {c_{1}}{c_{2}}}.}
Ainda, {\displaystyle \alpha } e {\displaystyle \beta } serão paralelos e distintos se não houver pontos em comum entre eles, caso contrário {\displaystyle \alpha } e {\displaystyle \beta } serão coincidentes e todos os pontos pertencentes a um pertencerão ao outro.

### Reta e plano paralelos
Para que uma reta {\displaystyle t} seja paralela a um plano {\displaystyle \alpha }, basta que {\displaystyle t} seja ortogonal ao vetor normal do plano. Logo, para a reta
{\displaystyle t:(x,y,z)=\alpha (a_{1},b_{1},c_{1})+(x_{0},y_{0},z_{0})}
e o plano
{\displaystyle \beta :a_{2}x+b_{2}y+c_{2}z+d=0}
segue que se os produto escalar dos vetores {\displaystyle (a_{1},b_{1},c_{1})} e {\displaystyle (a_{2},b_{2},c_{2})}, respectivamente o vetor diretor da reta {\displaystyle t} e o vetor normal do plano {\displaystyle \beta }, resultar em 0, então {\displaystyle t} e {\displaystyle \beta } serão paralelos.
Porém, há duas possibilidades. Caso a reta {\displaystyle t} e o plano {\displaystyle \beta } possuam pontos em comum, então {\displaystyle t} estará contida em {\displaystyle \beta } e de acordo com o paralelismo de uma reta e um plano no espaço euclidiano, {\displaystyle t} e {\displaystyle \beta } não serão paralelos. Caso não haja nenhum ponto em comum, então {\displaystyle t} não estará contida em {\displaystyle \beta } e {\displaystyle t} e {\displaystyle \beta } serão paralelos.

## Demonstrações
1. ↑  

Demonstração:

Hipótese (fato, condição já definida no enunciado do teorema): {\displaystyle r}, {\displaystyle s}, {\displaystyle t} pertencem a um mesmo plano, supomos {\displaystyle \alpha }, com {\displaystyle r} distinta de {\displaystyle s} e os ângulos â e ê são congruentes (possuem a mesma medida), sendo â e ê ângulos alternos das retas {\displaystyle r} e {\displaystyle s} interceptadas por {\displaystyle t}.

Tese (o que deve ser provado de acordo com o enunciado do teorema): {\displaystyle r} é paralela à {\displaystyle s} ({\displaystyle r} // {\displaystyle s}).

Sem perda de generalidade, supomos que â seja o ângulo pertencente a intersecção entre as retas {\displaystyle r} e {\displaystyle t} e que ê seja o ângulo pertencente à intersecção entre as retas {\displaystyle s} e {\displaystyle t}, onde â e ê são ângulos alternos internos.

Se {\displaystyle r} e {\displaystyle s} não fossem paralelas, então existiria um ponto {\displaystyle P} comum à {\displaystyle r} e à {\displaystyle s}, ou seja, {\displaystyle r} e {\displaystyle s} iriam se interseccionar. Considerando agora os pontos {\displaystyle A} e {\displaystyle B}, respectivamente intersecções das retas {\displaystyle r} e {\displaystyle s} com a transversal {\displaystyle t}, teríamos o triângulo ABP.

De acordo com o teorema do ângulo externo, que define que no triângulo, qualquer um de seus ângulos externos é maior do que cada um dos ângulos internos não adjacentes a ele, teríamos as seguintes possibilidades:

  1. se o ângulo ê fosse interno ao triângulo ABP, então â seria maior que ê.
  2. se o ângulo â fosse interno ao triângulo ABP, então ê seria maior que â.

Por 1. e 2., segue que:
â > ê ou ê > â

o que, de acordo com a hipótese â {\displaystyle \equiv } ê, é um absurdo. 

Logo, {\displaystyle r} é paralela a {\displaystyle s} (ou {\displaystyle r} // {\displaystyle s}). 

Note que se â e ê forem ângulos alternos externos congruentes, basta utilizar seus ângulos opostos pelo vértice. Suponha que sejam, respectivamente â' e ê'. Como â {\displaystyle \equiv } â' e ê {\displaystyle \equiv } ê', então â' {\displaystyle \equiv } ê'. Perceba que â' e ê' são ângulos alternos internos e o teorema vale, como provado anteriormente. Assim, segue que o teorema das retas paralelas vale para ângulos alternos externos congruentes.

Para provar o caso de ângulos correspondentes congruentes, basta utilizar novamente os ângulos opostos pelo vértice. Assim, se â e ê forem ângulos correspondentes (supomos â externo e ê interno), então representando o ângulo oposto pelo vértice de â por â', teríamos, â {\displaystyle \equiv } â' e â {\displaystyle \equiv } ê, de modo que, ê {\displaystyle \equiv } â'. Como ê e â' são ângulos alternos internos, segue que o teorema vale para ângulos correspondentes congruentes.
2. ↑  

Demonstração:

Seja {\displaystyle r} uma reta que não está contida no plano {\displaystyle \pi }. Ainda, por hipótese, seja {\displaystyle r} paralela a uma reta {\displaystyle s} contida em {\displaystyle \pi }. Logo, {\displaystyle r} e {\displaystyle s} não se interseccionam e existe um plano {\displaystyle \beta } que contém {\displaystyle r} e {\displaystyle s} (pela definição de retas paralelas). Por construção, {\displaystyle s} {\displaystyle \subset } {\displaystyle \beta } e {\displaystyle s} {\displaystyle \subset } {\displaystyle \alpha }, sendo {\displaystyle \beta } {\displaystyle \neq } {\displaystyle \pi }. Ou seja, {\displaystyle s} é a reta de intersecção dos planos {\displaystyle \alpha } e {\displaystyle \beta }. Supomos que {\displaystyle r} e {\displaystyle \pi } possuam um ponto {\displaystyle P} em comum. Portanto, segue que {\displaystyle P} {\displaystyle \in } {\displaystyle \pi } e {\displaystyle P} {\displaystyle \in } {\displaystyle \beta } (já que {\displaystyle r} {\displaystyle \subset } {\displaystyle \beta }). Desse modo, {\displaystyle P} pertence a intersecção de {\displaystyle \pi } e {\displaystyle \beta }, ou seja, {\displaystyle P} {\displaystyle \in } {\displaystyle s}. Logo, {\displaystyle P} {\displaystyle \in } {\displaystyle r} e {\displaystyle P} {\displaystyle \in } {\displaystyle s}, o que é um absurdo, pois, por hipótese, {\displaystyle r} e {\displaystyle s} são paralelas e não possuem pontos em comum. Assim, concluímos que {\displaystyle r} e {\displaystyle \pi } não possuem pontos em comum, e portanto, {\displaystyle r} é paralela à {\displaystyle \pi }.
3. ↑  

Demonstração:  

Por hipótese, a reta {\displaystyle r} e o plano {\displaystyle \pi } são paralelos. Logo, eles não se interceptam. Construindo um plano {\displaystyle \alpha } que contenha a reta {\displaystyle r} e intercepte {\displaystyle \pi }, obtém-se uma reta {\displaystyle s}, resultante da intersecção dos planos {\displaystyle \pi } e {\displaystyle \alpha }. Note que as retas {\displaystyle r} e {\displaystyle s} pertencem ao plano {\displaystyle \alpha }, porém não possuem pontos em comum. Assim, segue pela definição de retas paralelas, que {\displaystyle r} é paralela a {\displaystyle s}, ou seja, {\displaystyle r} é paralela a uma reta do plano {\displaystyle \pi }.